# Romà Gubern Garriga-Nogués
Romà Gubern Garriga-Nogués (Barcelona, 8 d'agost de 1934) és un escriptor i historiador de mitjans de comunicació de masses català, singularment de cinema i còmic.

## Trajectòria
És catedràtic emèrit de Comunicació Audiovisual a la Universitat Autònoma de Barcelona. Guardonat amb la Medalla d'Or al Mèrit en les Belles Arts, és autor de més de quaranta llibres, sobre cinema, semiòtica, cultura de masses, cultura de la imatge i sociologia de la comunicació. Recentment ha publicat Metamorfosis de la lectura.
Ha estat president de l'Associació Espanyola d'Historiadors del Cinema i pertany a l'Association Française pour la Recherche sur l'Historie du Cinema. És membre de l'Acadèmia de Belles Arts de San Fernando, de la New York Academy of Sciences, de l'American Association for the Advancement of Science, del Comitè d'Honor de la International Association for Visual Semiotics i director de l'Institut Cervantes a Roma.
El 2011 fou elegit membre d'honor de l'Acadèmia del Cinema Català, i el 2013 fou distingit amb la Creu de Sant Jordi.